# 美国的共产党
美国的共产党（缩写为ACP）是美国的一个社会保守主义政党，也在加拿大活动。该党成立于2024年7月21日，部分创始成员为美国共产党前成员。
该党自称马克思列宁主义政党，并被形容为“MAGA共产主义”政党，其意识形态融合左翼经济民族主义立场和右翼保守主义观点。该党的知名创始人杰克逊·欣克尔和哈兹·丁自2022年起就开始宣传“MAGA共产主义”和类似的理念。“MAGA共产主义”具有反女性主义、反酷儿、反环境保护主义、支持社会服务、支持减税、支持唐纳德·特朗普的立场，且推崇中国共产党的模式。
在得知“︁美国的共产党”︁成立后，美国共产党立即通过共产党和工人党国际会议的官方网站“团结网”发表《美国共产党给所有团结网政党的消息》，对该事件进行公开回应，称“美国的共产党”是由亲特朗普的一小撮人建立的，事实上并未发生“美国的共产党”声称的26个支部离开美国共产党并建立新党的情况，还指出“在意识形态上，该组织（美国的共产党）看似是左翼的，但在美国大国沙文主义的影响下，它采取许多右翼立场，实际上是一种民粹主义”。“美国共产主义工人纲领”认为：“这个新‘党’是一个十足的小资产阶级组织，由流浪儿（小商人）、政治骗子和前政府工作人员领导。”